# 1chipMSX

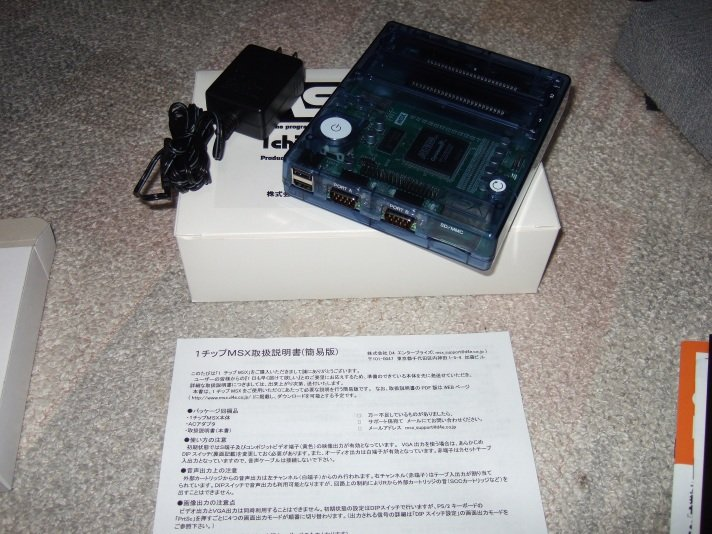

1chipMSX är en dator som är en hårdvarumässig rekonstruktion av en MSX-dator, som släpptes 2006.